# Meir Vilner

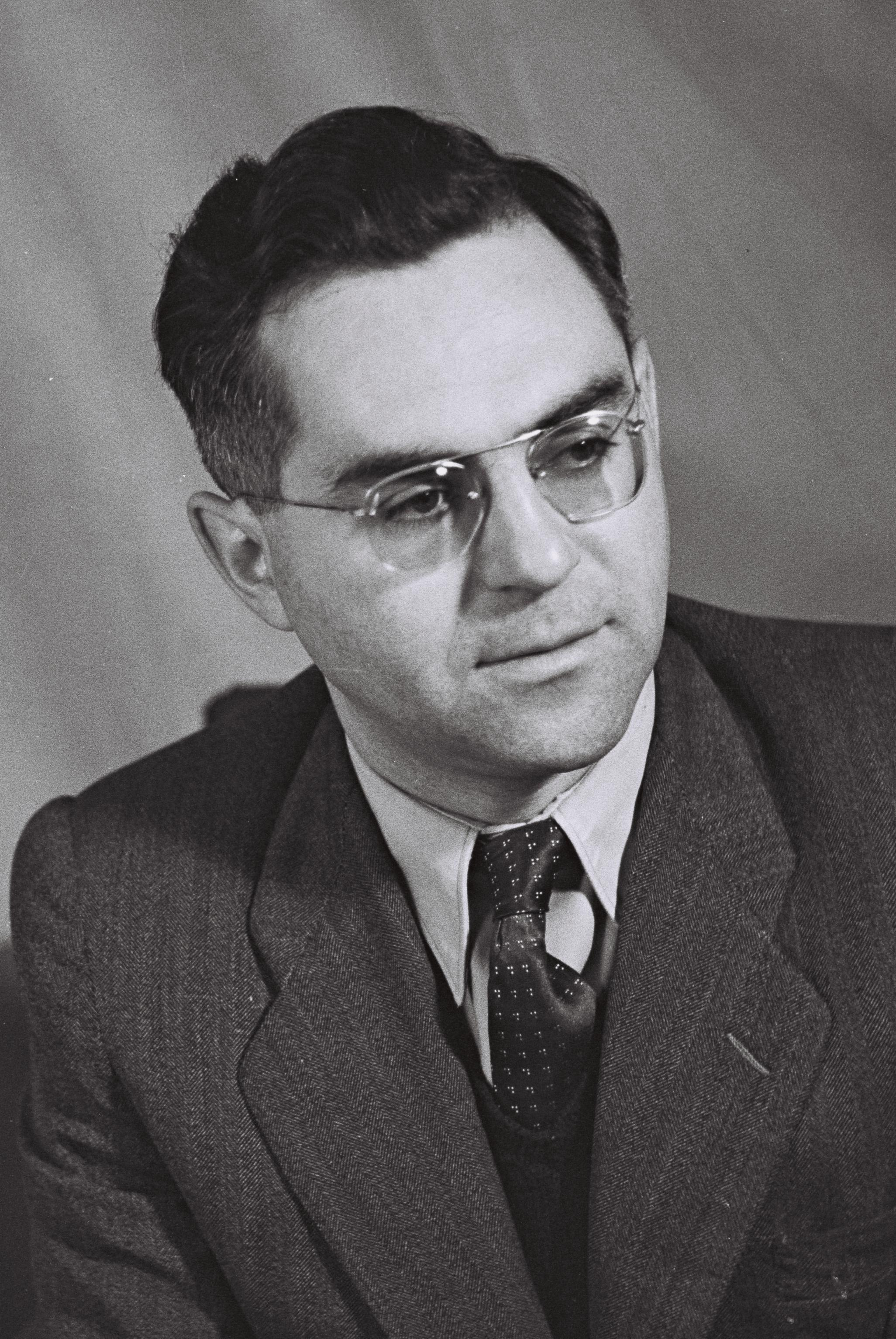
Meir Vilner (1951)

Meʾir Vilner (hebräisch מֵאִיר וִילְנֶר Meʾīr Wīlner, jiddisch מייער ווילנער Meyer Vilner; geboren als Ber Kovner 23. Oktober 1918 in Vilnius; gestorben 5. Juni 2003 in Tel Aviv) war ein kommunistischer israelischer Politiker und jüdischer Vorsitzender der Kommunistischen Partei Israels (Maki), die vornehmlich aus arabischen Israelis bestand. Er war der jüngste und am längsten lebende der 37 Unterzeichner der Israelischen Unabhängigkeitserklärung im Jahr 1948.

## Leben
Vilner wurde im kurzzeitig noch litauischen Vilnius geboren, das dann polnisch wurde. Sein politisches Leben begann er als Anführer der sozialistisch-zionistischen Gruppe HaSchomer haZaʿir. Doch bald desillusionierten ihn die zionistischen Gruppen, in denen er eine Tendenz erkannte, vom jüdischen Heimatland in Eretz Israel zu träumen, anstatt die augenblickliche Situation der Juden in ihren Heimatländern zu ändern. Darum begann er unter dem Pseudonym Meir Vilner, für die verbotene Kommunistische Arbeiterpartei Polens zu arbeiten. Diese Arbeit beendete er 1938, als er aus Polen in das Völkerbundsmandat für Palästina flüchtete. Die meisten Mitglieder seiner Familie starben im Holocaust.
Dann studierte Vilner Geschichte an der Hebräischen Universität von Jerusalem.
Auch in Palästina, das bald zum Staat Israel werden sollte, war Vilner desillusioniert von der zionistischen Politik. Er behauptete, dass der Antisemitismus, der in Vilnius gegen die Juden gerichtet war, nun die Araber treffen würde. Er trat der Palästinensischen Kommunistischen Partei bei, die sowohl arabische als auch jüdische Mitglieder akzeptierte, unterstützte aber den UN-Teilungsplan für Palästina. Vilner kritisierte sowohl die britische als auch den vorstaatlichen Nationalausschuss (hebräisch הַוַּעַד הַלְּאֻמִּי Ha-Waʿad ha-Ləʾummī) des Jischuvs, rechtfertigte jedoch die Unterzeichnung der israelischen Unabhängigkeitserklärung mit der Begründung, dass so eine weitere britische Kolonie eliminiert würde.
Im Jahre 1949 wurde er als Mitglied der Raqach in die Knesset gewählt. Später änderte die Raqach ihren Namen zu Maki. Er blieb als Vertreter der Maki bis 1965 in der Knesset, als er sich zusammen mit Emil Habibi und Tawfik Toubi nach Meinungsverschiedenheiten über die zunehmende anti-israelische Haltung der Sowjetunion von der Rakah lossagte, wobei Vilner auf Seiten der Sowjetunion stand. Vor den Wahlen zur Knesset 1977 wurde die Raqach Teil der Chadasch und Vilner blieb bis 1990 Mitglied der Knesset.
Kurz nach dem Sechstagekrieg 1967, den die Raqach abgelehnt hatte, verübte ein Mitglied der rechtsgerichteten Partei Gachal ein Messerattentat auf Vilner, von dem er sich aber erholte.

## Persönliches
Vilner war mit Esther Vilenska, einer israelischen kommunistischen Politikerin, verheiratet. Die beiden hatten zwei Söhne, wurden aber später geschieden. Vilners Cousin Abba Kovner war ein hebräischer Schriftsteller, Widerstandskämpfer und Partisanenführer der Fareinikte Partisaner Organisatzije.

## Veröffentlichungen
- Grußansprache an den XI. Parteitag der Sozialistischen Einheitspartei Deutschlands. (in: Protokoll des XI. Parteitages der Sozialistischen Einheitspartei Deutschlands. Dietz Verlag, Berlin 1986, ISBN 3-320-00663-0)